# Nikol Tabačková
Nikol Tabačková (ur. 24 stycznia 1998) – czeska lekkoatletka specjalizująca się w rzucie oszczepem.
Czwarta oszczepniczka mistrzostw świata juniorów młodszych (2015) oraz juniorów (2016). W 2017 roku została mistrzynią Europy juniorek.
Medalistka mistrzostw Czech i reprezentantka kraju w pucharze Europy w rzutach.
Rekord życiowy: 59,06 (25 czerwca 2022, Hodonín).

## Osiągnięcia
| Rok  | Impreza                               | Miejsce    | Pozycja           | Wynik |
| ---- | ------------------------------------- | ---------- | ----------------- | ----- |
| 2015 | Mistrzostwa świata juniorów młodszych | Cali       | 4. miejsce        | 55,97 |
| 2016 | Puchar Europy w rzutach               | Arad       | 8. miejsce        | 51,18 |
| 2016 | Mistrzostwa świata juniorów           | Bydgoszcz  | 4. miejsce        | 56,19 |
| 2017 | Puchar Europy w rzutach               | Las Palmas | 4. miejsce        | 55,60 |
| 2017 | Mistrzostwa Europy juniorów           | Grosseto   | 1. miejsce        | 55,10 |
| 2022 | Mistrzostwa Europy                    | Monachium  | 8. miejsce        | 57,93 |
| 2023 | Mistrzostwa świata                    | Budapeszt  | el. – 24. miejsce | 55,45 |